# 过氧化钡
过氧化钡（化学式：BaO2）是钡的过氧化物，是最常见的无机过氧化物之一。室温下为灰白色固体，可用作氧化剂、漂白剂。加入至焰火中时既可作氧化剂，也会产生钡特定的亮绿色光。
过氧化钡中含有过氧根离子O22−，固态时与碳化钙（CaC2）有相同结构。
氧化钡吸收O2会生成过氧化钡，该反应可逆，高于700°C过氧化钡分解：
BaO +¹/₂O2 ⇌ BaO2
可用该反应来从大气中提取氧气，反应物也可选用氧化钠，机理类似。
过氧化钡与稀硫酸低温反应，过滤，可用于制取双氧水：
BaO2 + H2SO4 → H2O2 + BaSO4